# Aeschropteryx completaria
Aeschropteryx completaria là một loài bướm đêm trong họ Geometridae.